# Ezechiel Spanheim
Ezechiel Spanheim   (Ginebra, 7 de desembre de 1629 (Julià) - Londres, 25 de novembre de 1710) fou un diplomàtic i numismàtic alemany.
Va fer nou anys d'ambaixador per al gran elector de Brandenburg a Versalles i a París. També va ser el primer ambaixador de Prússia a Londres.
Com a numismàtic estava convençut de que els objectes primaven sobre els textos perquè els primers eren molt més fiables per a l'estudi de la història.

## Obres principals
- Disputationes de usu et præstantia numismatum antiquorum (Roma, 1664; en 2 vols., Londres i Amsterdam, 1706–17).
- Orbis Romanus (Londres, 1704; Halle, 1738).